# Джиммі Даглас
Джеймс "Джиммі" Едвард Даглас (англ. James Edward Douglas, 12 січня 1898, Ньюарк, США — 5 березня 1972, Пойнт-Плезант, США) — американський футболіст, що грав на позиції воротаря, зокрема, за клуби «Ньюарк Скітерс» та «Нью-Йорк Джаєнтс», а також національну збірну США.

## Клубна кар'єра
У дорослому футболі дебютував 1922 року виступами за команду «Гаррісон», в якій провів один сезон, взявши участь у 14 матчах чемпіонату. 
Своєю грою за цю команду привернув увагу представників тренерського штабу клубу «Ньюарк Скітерс», до складу якого приєднався 1923 року. Відіграв за «Скітерс» наступні два сезони своєї ігрової кар'єри. Більшість часу був основним голкіпером команди.
1925 року уклав контракт з клубом «Нью-Йорк Джаєнтс», у складі якого провів наступні два роки своєї кар'єри гравця. 
Згодом з 1927 по 1930 рік грав у складі команд «Фолл-Ривер Марксмен», «Філадельфія Філд Клаб», «Бруклін Вондерерс», «Нью-Йорк Нешнелз» та «Нью-Йорк Джаєнтс».
Завершив професійну ігрову кар'єру у клубі «Нью-Йорк Американс», за команду якого виступав протягом 1931 року.
| Дата      | Місто          | Господарі | Результат | Гості           | Турнір                | Голи | Примітки |
| --------- | -------------- | --------- | --------- | --------------- | --------------------- | ---- | -------- |
| 25-5-1924 | Венсенн        | США       | 1 – 0     | Естонія         | ОІ 1924 - 1-й етап    | -    |          |
| 29-5-1924 | Париж          | Уругвай   | 3 – 0     | США             | ОІ 1924 - чвертьфінал | -3   |          |
| 10-6-1924 | Варшава        | Польща    | 2 – 3     | США             | товариський матч      | -2   |          |
| 14-6-1924 | Дублін         | Ірландія  | 3 – 1     | США             | товариський матч      | -3   |          |
| 8-11-1925 | Бруклін        | США       | 6 – 1     | Домініон Канада | товариський матч      | -1   |          |
| 13-7-1930 | Монтевідео     | США       | 3 – 0     | Бельгія         | ЧС 1930 - 1-й етап    | -    |          |
| 17-7-1930 | Монтевідео     | США       | 3 – 0     | Парагвай        | ЧС 1930 - 1-й етап    | -    |          |
| 26-7-1930 | Монтевідео     | Аргентина | 6 – 1     | США             | ЧС 1930 - півфінал    | -6   |          |
| 17-8-1930 | Ріо-де-Жанейро | Бразилія  | 4 – 3     | США             | товариський матч      | -4   |          |
| Усього    |                | Матчів    | 9         |                 | Голів                 | -19  |          |

Помер 5 березня 1972 року на 75-му році життя у місті Пойнт-Плезант.

## Титули і досягнення
- Бронзовий призер чемпіонату світу: 1930